# Le Petit Machoiran
Le Petit Machoiran est un îlet de Guyane, un des îlets de Rémire, appartenant administrativement à Rémire-Montjoly.
Il tient son nom d'un poisson (machoiranus).